# Selenia hypomelathiaria
Selenia hypomelathiaria är en fjärilsart som beskrevs av Charles Oberthür 1912. Selenia hypomelathiaria ingår i släktet Selenia och familjen mätare. Inga underarter finns listade.